# Onychostreptus assiniensis
Onychostreptus assiniensis är en mångfotingart som först beskrevs av Carl Graf Attems 1914.  Onychostreptus assiniensis ingår i släktet Onychostreptus och familjen Spirostreptidae. Inga underarter finns listade i Catalogue of Life.